# Langelurillus primus
Langelurillus primus là một loài nhện trong họ Salticidae.
Loài này thuộc chi Langelurillus. Langelurillus primus được Maciej Próchniewicz miêu tả năm 1994.